# بلال حاجو
بلال حاجو (عربی: بلال حسين حاجو؛ زادهٔ ۱ فوریهٔ ۱۹۸۰) بازیکن سابق و مربی فوتبال اهل لبنان است.
وی همچنین در تیم ملی فوتبال لبنان بازی کرده‌است.